# Filippo Valle (attore)
Filippo Valle (Roma, 24 gennaio 1974) è un attore italiano.

## Biografia
Ha vissuto diversi anni a Los Angeles, dove ha studiato recitazione ed ha iniziato a lavorare come attore. Per anni ha vissuto anche al Vallone. Tornato in Italia, lavora soprattutto in varie produzioni televisive, tra cui: le serie TV di Canale 5, Il bello delle donne 3 (2003) e Elisa di Rivombrosa (2004), regia di Cinzia TH Torrini, con cui torna a lavorare nel 2007 nella miniserie TV Donna detective, con Kaspar Capparoni e Lucrezia Lante della Rovere, in onda su Rai Uno.
Nel 2007 debutta sul grande schermo con un lungometraggio di produzione italiana, Tuttifrutti, in cui è protagonista insieme ad Alessandra Alberti di cui è anche sceneggiatrice e regista. Sempre nello stesso anno prende parte ad alcune puntate della serie TV Capri 2, regia di Andrea Barzini e Giorgio Molteni.

## Filmografia italiana

### Cinema
- Tuttifrutti, sceneggiatura e regia di Alessandra Alberti (2008)
- Five Hours South, regia di Mark Bacci (2010)

### Televisione
- Il bello delle donne 3 – serie TV, episodio Gennaio (2003)
- Elisa di Rivombrosa – serie TV (2003)
- Un posto al sole – soap opera (2004)
- Imperia, la grande cortigiana, regia di Pier Francesco Pingitore – film TV (2005)
- Questa è la mia terra – serie TV (2006)
- Donna detective – serie TV (2007)
- Capri 2 – serie TV (2008)
- Don Matteo – serie TV, episodio 7x14 (2009)
- Tutti per Bruno – serie TV (2010)
- Supersex – serie TV (2024)